# Allison Henry
Nayleth Allison Henry Joseph (17 de agosto de 1958-14 de septiembre de 2021) fue una deportista venezolana que compitió en judo. Ganó dos medallas en los Juegos Panamericanos de 1983, y cinco medallas en el Campeonato Panamericano de Judo entre los años 1982 y 1990.

## Palmarés internacional
| Juegos Panamericanos    | Juegos Panamericanos      | Juegos Panamericanos | Juegos Panamericanos |
| Año                     | Lugar                     | Medalla              | Categoría            |
| ----------------------- | ------------------------- | -------------------- | -------------------- |
| 1983                    | Caracas (Venezuela)       | Medalla de oro       | –72 kg               |
| 1983                    | Caracas (Venezuela)       | Medalla de plata     | Abierta              |
| Campeonato Panamericano |                           |                      |                      |
| Año                     | Lugar                     | Medalla              | Categoría            |
| 1982                    | Santiago de Chile (Chile) | Medalla de oro       | +72 kg               |
| 1984                    | Ciudad de México (México) | Medalla de oro       | +72 kg               |
| 1984                    | Ciudad de México (México) | Medalla de bronce    | Abierta              |
| 1986                    | Salinas (Puerto Rico)     | Medalla de bronce    | +72 kg               |
| 1990                    | Caracas (Venezuela)       | Medalla de plata     | Abierta              |